# Aida Turturro
Aida Turturro (Brooklyn, New York, 25. rujna 1962.) američka je filmska i televizijska glumica, najpoznatija po ulozi Janice Soprano, sestre mafijaškog bossa Tonyja Soprana iz HBO-ove televizijske serije Obitelj Soprano.

## Vanjske poveznice
- Aida Turturro u internetskoj bazi filmova IMDb-u (engl.)